# واپسین ایزد
واپسین ایزد نام ایزدی مانوی است که در اسطوره آفرینش مانوی ذکر آن آمده است. بنابر اساطیر مانوی این ایزد که آخرین ایزد دین مانوی است در پایان کار جهان زمانی که پدیده آتش بزرگ رخ میدهد از آخرین پاره‌های نور رهایی یافته از جهان تاریکی پدید می آید. در متون فارسی میانه نام این ایزد را ایستومن یزد ثبت کرده‌اند.

## منبع
- اسطوره آفرینش در آیین مانی.دکتر ابوالقاسم اسماعیل پور.نشر کاروان.چاپ سوم.۱۳۸۵